# Шанталій Данило Ігорович
Данило Ігорович Шанталій (рос. Даниил Игоревич Шанталий, нар. 24 травня 2004, Краснодар, Росія) — російський футболіст, півзахисник клубу «Ростов».

## Ігрова кар'єра

### Клубна
Данило Шанталій є вихованцем клубної академії «Краснодара». Влітку 2020 року він перейшов до «Ростова», а в травні 2021 року підписав з клубом перший професійний контракт.
В серпні 2022 року Шанталій був внесний до списку 50 - ти найбільш талановитих футболістів Росії. В складі молодіжної команди «Ростова» Данило ставав призером Молодіжної першості країни.
2 квітня 2024 року у кубковому матчі проти «Хімок» Шанталій дебютував в першій команді на професійному рівні. В чемпіонаті країни першу гру футболіст провів 14 вересня 2024 року проти «Краснодара».

## Досягнення
Ростов
- Фіналіст Кубка Росії: 2024/25